# Фуко (фотомодел)
Вижте пояснителната страница за други личности с името Фуко.
Фу̀ко (на японски: 風子, Хепбърн: Fūko) е японски фотомодел със 120-сантиметрова гръдна обиколка.

## Биография
Родена е на 10 февруари 1988 г. в Окинава, Япония, и е висока 152 cm. Известна е също така с прякорите „Fuko-Chan“ и „Love“. Има седем издадени DVD-та (видео за възрастни).

## Кариера
Фуко започва кариерата си като фотомодел през 2005-а година, като позира полугола в сайта Токио топлес.

## Филмография
| Заглавие                           | Лейбъл                                    | Режисьор | Издадено на        |
| ---------------------------------- | ----------------------------------------- | -------- | ------------------ |
| Fuko P! 風子 P!                    | Takeshobo 竹書房                          |          | 9 март, 2007       |
| Mix Juice ミックスジュース         | Video Maker ビデオメーカー                |          | 16 март, 2007      |
| Dekaroman デカロマン               | Maker Original メーカーオリジナル         |          | 25 май, 2007       |
| Chidarake 乳だらけ                 | Maker Original                            |          | 25 юни, 2007       |
| Fuko Kyo-P!! 風子 KYO-P!!          | Orustak Pictures オルスタックピクチャーズ |          | 27 юли, 2007       |
| Fuko – Pineapple 風子 パイナッぷる | Takeshobo                                 |          | 21 септември, 2007 |
| Fuko – Eight Vol. 1                | Layful レイフル                           |          | 18 ноември, 2007   |
| Fuko – Eight Vol. 2                | Layful                                    |          | 16 декември, 2007  |
| Fuko – Eight Vol. 3                | Layful                                    |          | 26 януари, 2008    |